# Брунгардт, Вильгельм Бальтазарович
Вильгельм Бальтазарович Брунгардт (нем. Wilhelm Brungardt; 5 марта 1908 — 20 ноября 1990) — российский писатель немецкого происхождения, раскрывающий историю жизни первых немецких колонистов в Поволжье.

## Биография
Родился в 1908 году в колонии Поволжских немцев в селе Герцог (Суслы) Новоузенского уезда Самарской губернии. Детство и юность писателя прошли в отцовском доме.
После получения среднего образования, продолжил обучение в педагогическом техникуме города Марксштадт. Трудовую деятельность начал с 1928 года преподавателем математики в сельской школе крестьянской молодежи. С 1934 года жил и работал в городе Энгельс.
16 марта 1938 года был арестован за антисоветскую агитацию. Постановлением УГБ НКВД АССР НП 16 января 1939 дело было прекращено за недоказанностью улик (Арх. уголовное дело №ОФ-10917). С начала Великой Отечественной войны и вплоть до 1946 года находился в трудармии.
До выхода на пенсию в 1969 году работал бухгалтером в Новосибирской области.
В 1981 году в альманахе «Heimatliche Weiten» («Родные просторы») впервые опубликован исторический роман «Себастьян Бауэр» (Sebastian Bauer), рассказывающий о первых годах жизни в России поволжских колонистов. Произведение написано на немецком языке еще в 1975 году. Как продолжение, последовали три романа по истории немцев Поволжья, но эти документы не были опубликованы.

## Публикации
- Вильгельм Брунгардт. Себастьян Бауэр. Дата обращения: 5 августа 2013.